# Cabinet Milbradt I
État libre de Saxe
Biedenkopf III Milbradt II
Le cabinet Milbradt I (en allemand : Kabinett Milbradt I) est le gouvernement du Land allemand de l'État libre de Saxe entre le 2 mai 2002 et le 11 novembre 2004, durant la troisième législature du Landtag.

## Majorité et historique
Dirigé par le nouveau ministre-président chrétien-démocrate Georg Milbradt, anciennement ministre des Finances, ce gouvernement est constitué et soutenu par la seule Union chrétienne-démocrate d'Allemagne (CDU). Elle dispose de 76 députés sur 120, soit 63,3 % des sièges du Landtag.
Il est formé à la suite de la démission du ministre-président chrétien-démocrate Kurt Biedenkopf, au pouvoir depuis novembre 1990, et succède au cabinet Biedenkopf III, constitué et soutenu par la même formation. Après avoir été mis en cause dans des scandales financiers et accusé d'autoritarisme, le chef du gouvernement régional annonce sa démission future. La CDU lui choisit alors Milbradt comme successeur.
Lors des élections régionales du 19 septembre 2004, la CDU perd la majorité absolue dont elle disposait quatorze ans et s'effondre en reculant de seize points. Le faible score du Parti libéral-démocrate (FDP), qui revient au Landtag, et la percée du Parti national-démocrate d'Allemagne (NPD) conduit le ministre-président à se tourner vers le Parti social-démocrate d'Allemagne (SPD). Ensemble, ils constituent une « grande coalition » et forment le cabinet Milbradt II.

## Composition

### Initiale (2 mai 2002)
- Les nouveaux ministres sont indiqués en gras, ceux ayant changé d'attributions en italique.

| Portefeuille                                                      | Titulaire | Titulaire                                                             | Parti |
| ----------------------------------------------------------------- | --------- | --------------------------------------------------------------------- | ----- |
| Ministre-président                                                |           | Georg Milbradt                                                        | CDU   |
| Ministre de l'Intérieur                                           |           | Horst Rasch                                                           | CDU   |
| Ministre des Finances                                             |           | Horst Metz                                                            | CDU   |
| Ministre de la Justice                                            |           | Thomas de Maizière                                                    | CDU   |
| Ministre de l'Économie et du Travail                              |           | Martin Gillo                                                          | CDU   |
| Ministre des Affaires sociales                                    |           | Christine Weber jusqu'au 18/06/2003 Helma Orosz à partir du 10/072003 | CDU   |
| Ministre de l'Environnement et de l'Agriculture                   |           | Steffen Flath                                                         | CDU   |
| Ministre de l'Éducation                                           |           | Karl Mannsfeld                                                        | CDU   |
| Ministre de la Science et des Arts                                |           | Matthias Rößler                                                       | CDU   |
| Ministre sans portefeuille Directeur de la chancellerie régionale |           | Stanislaw Tillich                                                     | CDU   |